# Gà Alsacienne

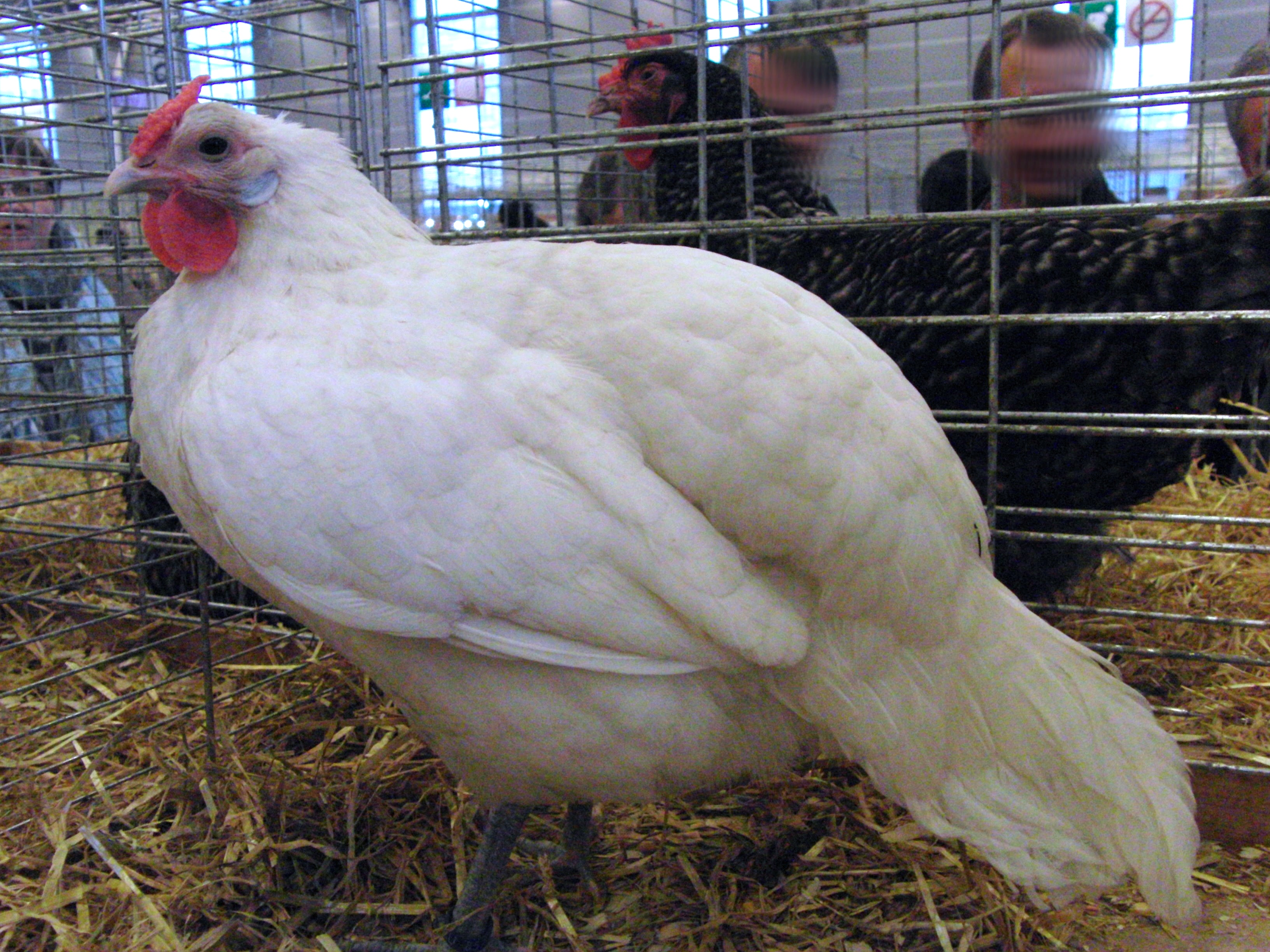
Gà Alsacienne

Gà Alsacienne (hay còn gọi tên tiếng Pháp là Poule d'Alsace) là giống gà nội địa của vùng Grand Est, miền đông nước Pháp. Chúng được chọn lọc trong những năm 1890, tại thời điểm Alsace là một phần của Đế quốc Đức. Không giống như hầu hết các giống gà khác của Pháp, nó đã không được lai tạo với những đàn giống nền của dòng gà nhập khẩu từ phương Đông. 

## Đặc điểm
Gà Alsacienne là một giống gà cổ xưa, có lẽ là lâu đời như gà Bresse Gauloise, giống với loài này. Giống gà hiện tại được hình thành vào cuối thế kỷ XIX bằng cách chọn lọc nhân giống cho một con gà kiêm dụng, gà Alsace vào thời điểm này là một phần của Đế quốc Đức. Gà Alsacienne có thể liên quan đến giống gà Rheinländer của Đức, nhưng được phân biệt với hình dạng của chiếc mồng. Trong thế kỷ XX, giống này đã gần như biến mất và vẫn được coi là có nguy cơ.
Một biến thể gà tre được tạo ra ở Alsace bởi Herscher, Hirschner và Trog; nó nằm trong danh sách "nguy cơ tuyệt chủng" của FAO năm 2007. Đặc điểm của chúng là bốn màu được công nhận cho gà Alsacienne: gồm cá hồi vàng, xanh da trời, xanh da trời và trắng. Các thùy tai có màu trắng. Gà Alsacienne là giống cho ra một lớp trứng lớn màu trắng, cân nặng ít nhất 60 g. Trong một cuộc thi nếm thử thịt của 30 giống gà truyền thống của Pháp bởi một ban giám khảo của các đầu bếp nổi tiếng bao gồm Pierre Troisgros, thịt gà Alsacienne đã được xếp thứ hai, sau khi giống gà Poulet de Bresse. 